# All I Want for Christmas Is You
〈All I Want for Christmas Is You〉는 미국의 싱어송라이터인 머라이어 캐리의 노래다. 1994년 10월 29일 컬럼비아 레코드를 통해 발매한 크리스마스 음악이며, 머라이어 캐리의 네 번째 정규 앨범이자 첫 번째 캐럴 음반인 《Merry Christmas》의 리드 싱글로 수록되었다. 업템포로 작곡되고, 노래 안에 차임벨, 신시사이저 소리와 코러스 등이 사용된 〈All I Want for Christmas Is You〉는 월터 아파나시에프와 머라이어 캐리가 공동으로 작사·작곡과 제작하였다.
노래가 발매된 이후, 〈All I Want for Christmas Is You〉는 잡지사 더 뉴요커에서 "크리스마스에 들을 가치가 있는 몇 안 되는 노래 중 하나" 라고 언급한 것과 같이 비평적인 면에서 찬사를 받았으며, 상업적으로도 호주, 캐나다, 프랑스, 독일, 미국을 포함한 수많은 나라에서 1위를 차지하며 머라이어 캐리의 히트곡 중 하나로 남아 있다. 2017년에는 발매 후부터 당시까지 로열티 값만 6000만 달러(2017년 기준 약 657억 원)를 벌어들인 것이 확인되었고, 2019년에는 노래가 발매된 지 25년 만에 처음으로 빌보드 핫 100에 1위로 올라 빌보드에서 1위에 오르기까지 가장 오랜 시간이 걸린 노래로 선정되기도 하였다. 또한 여태까지 팔린 앨범의 수가 1600만 장이 넘게 팔린 것으로 추정되고 있으며, 이로 가장 많이 팔린 싱글 중 하나로 선정되기도 하였다.
〈All I Want for Christmas Is You〉가 발매된 이후 뮤직비디오가 몇 개 만들어졌다. 첫 번째 뮤직비디오는 선명하지 않은 화질에 집에서 비디오를 찍는 듯한 스타일로 캐리의 개, 가족과 눈 덮인 산에서 산타 옷을 입은 자신을 담고 있으며, 당시 머라이어 캐리의 남편이었던 토미 모톨라가 카메오로 산타클로스 분장을 하고 출연하여 캐리에게 선물을 준 뒤 빨간 썰매를 타고 떠나는 장면을 촬영하기도 했다. 두 번째 뮤직비디오는 흑백으로 촬영되었으며, 노래를 부르는 머라이어 캐리의 뒤에 댄서와 백그라운드 보컬이 있는 모습을 찍었다. 또한 의상을 1960년대 걸그룹으로 활동했던 더 로네츠가 착용한 드레스 스타일로 하여 더 로네츠를 오마주 하기도 하였다. 세 번째 뮤직비디오는 〈All I Want for Christmas Is You〉 발매 25주년이 되는 2019년에 공개되었으며, 영화감독 조셉 칸이 뮤직비디오의 감독을 맡았다.
머라이어 캐리는 가수 생활을 하면서 수많은 텔레비전 출연과 투어를 통해 〈All I Want for Christmas Is You〉를 노래하였다. 2010년에는 캐리의 두 번째 캐럴 앨범인 《Merry Christmas II You》에 〈All I Want for Christmas Is You (Extra Festive)〉란 이름으로 노래를 수록하였으며, 2011년에는 캐나다 가수 저스틴 비버가 낸 캐럴 앨범 《Under the Mistletoe》에서 〈All I Want for Christmas Is You (SuperFestive!)〉라는 이름으로 함께 노래를 재녹음하기도 하였다. 이에 〈All I Want for Christmas Is You〉는 사람들이 크리스마스마다 듣게 되는 노래로 자리 잡았고, 매년 크리스마스 시즌이 다가올 때마다 인기가 급등하여 겨울 시즌송의 대표가 되기도 했다. 또한 발매 후 올리비아 올슨, 마이클 부블레, 시로 그린, 피프스 하모니, 이디나 멘젤 같이 많은 아티스트에게 커버되었다. 그리고 기네스 세계 기록에도 여러 차례 이름을 올렸는데, 2018년에는 스포티파이에서 1,081만 회가 재생되면서 XXX텐타시온의 Sad!의 기록을 넘게 되어, 스포티파이에서 24시간 동안 가장 많이 재생된 노래로 선정되었으며, 2019년에는 빌보드 핫 100에 연휴 노래로 가장 높은 순위를 기록한 솔로 아티스트, 크리스마스 노래로 가장 오랜 시간 동안 영국 차트의 싱글 부문 탑 10에 든 노래로 선정되었다.

## 배경
1993년, 머라이어 캐리의 세 번째 앨범 《Music Box》가 큰 성공을 거두자, 캐리와 컬럼비아 레코드의 경영진은 후속 활동을 위한 전략을 생각하기 시작했다. 또 캐리의 당시 남편이자 컬럼비아 레코드를 산하 레이블로 두고 있었던 소니 뮤직 엔터테인먼트의 CEO였던 토미 모톨라도 캐리의 가수 생활에 있어 가장 전성기였던 당시의 인기를 이어가기 위해 후속곡을 계획하기 시작하였다. 머라이어 캐리와 4년이 넘는 시간 동안 함께 작업을 해 온 월터 아파나시에프는 앨범 들어가기 전 논의에서 크리스마스를 소재로 삼아서 앨범을 내야 한다는 말이 나오기도 했지만, 가수 생활에서 최전성기를 달리고 있는 중에 크리스마스 음반을 내는 것이 좋은 선택이 아니라 음악가로서의 생활을 끝나게 하는 것이 아니냐는 말이 나오기도 했다.
아파나시에프는 크리스마스 테마 앨범에 관한 첫 회의에서 "예전에는 크리스마스 앨범을 발매한 아티스트는 그렇게 많지 않았고, 기술도 지금보다 안 좋았으며, 새로운 크리스마스 음악을 만든 사람도 아무도 없었다. 그래서 우리는 '그냥 크리스마스 앨범을 내는 것뿐이야. 별거 아니야.'라는 느낌으로 앨범을 발매했다."고 언급한 것을 회고하였다. 결국 모톨라의 굳은 입지와 아파나시에프의 말 등으로 캐리와 아파나시에프는 1994년 여름에 크리스마스 노래를 수록할 앨범인 《Merry Christmas》 작업을 시작했다. 앨범용으로 녹음한 것은 6월이었으나, 캐리와 아파나시에프가 이 곡을 써서 녹음한 것은 8월 말이었다. 또 캐리는 두 명이서 코드, 곡의 구성, 멜로디를 작업하는 데 15분 밖에 걸리지 않았다고 언급하였으며, 아파나시에프도 이를 인정하였다. 아파나시에프는 이어서 "이 노래는 분명히 백조의 호수는 아니지만, 너무 단순하고 사람들 입에 잘 맞으니까 인기가 있는 것이다."라고도 이야기했다. 자기를 활달한 사람이라고 말하며, 평소 크리스마스 관련한 것을 좋아한다고 밝혔던 캐리는 모톨라와 같이 살던 뉴욕 북부의 집을 크리스마스 장식과 연휴 풍이 느껴지는 것들로 꾸미기 시작했다.
아파나시에프는 캐리가 자신이 생각한 것보다 훨씬 더 노래를 잘해서 깜짝 놀랐다고 언급하였고, 또 빌보드와의 인터뷰에서 〈All I Want for Christmas Is You〉의 작곡가로 보았을 때 스튜디오에서의 자신과 머라이어 캐리에 사이에 있었던 음악적인 관계를 이렇게 설명했다:
이 노래를 작곡할 때 캐리와 저는 항상 해왔던 것과 같은 방식으로 작업을 했습니다. 처음에는 노래의 중심 부분을 먼저 만들고, 그 뒤에 1차로 간단하게 멜로디를 만들었죠. 그렇게 노래 작업을 이어가던 도중에 제가 로큰롤 음악을 틀고, 피아노로 부기우기를 연주하였는데, 캐리가 이 연주를 들으며 'I don't want a lot for Christmas.'라는 멜로디를 떠올리게 되었습니다. 그때부터 저희는 방금 걸 계속 생각하며 작업을 시작하였고, 곧이어 〈All I Want for Christmas Is You〉의 중심 부분이 되었습니다. 사실 음악적으로 봤을 때 〈All I Want for Christmas Is You〉는 매우 정형화되어 있는 노래고, 코드의 변화랄 게 거의 없기 때문에 작업이 빨리 이뤄졌습니다. 그리고 제가 '사람들이 살면서 많이 들어본 적이 없는 화음을 넣자'라고 생각해서 화음을 추가했는데 생각보다 노래의 퀄리티를 올리더군요.
이후 한 2주 동안은 캐리가 계속 전화를 걸고서 멜로디나 비트 수정 등을 물어보았고, 그럴 때마다 대화를 나누었습니다. 그렇게 많은 시간을 보내고, 94년 여름이 되어서야 뉴욕에서 녹음을 시작했습니다.

아파나시에프는 캘리포니아로 돌아가서 곡을 완전히 제작했다. 그리고, 원래 노래에 생동감 있고 감정적인 풍의 노래를 만들기 위해 밴드가 드럼을 포함한 몇 개의 악기를 연주해서 곡에 넣으려고 했지만, 녹음의 결과가 불만족스러워 백그라운드 보컬을 제외한 나머지를 모두 폐기하고, 자신이 피아노, 드럼, 트라이앵글과 음향 효과들을 추가해 개인적으로 만든 편곡본을 사용했다. 캐리가 햄프턴에 있는 집에서 가사를 쓸 동안에 아파나시에프는 노래를 완성시켰고, 캐리를 만나 노래에 화음을 쌓기 위해 기다렸다.
머라이어 캐리는 자신이 크리스마스 앨범을 녹음하고 발매하는 것이 흥분되었고, 또 앨범과 관련해 "어렸을 때 항상 크리스마스 음악이랑 캐럴을 즐겨 불렀던 걸 생각하니 나는 기념일을 좋아하는 사람인 것 같다. 나랑 아파나시에프는 이 노래를 기독교의 찬가와 좋고 신나는 노래의 분위기를 잘 맞추어야 했다. 분명 나는 새로 만든 곡의 가사를 작사하는 것이 더 중요하지만, 많은 사람들은 크리스마스 때 신곡보다는 크리스마스의 분위기가 나는 캐럴 같은 걸 더 원한다"고 회고하였다.

## 작곡과 작사
〈All I Want for Christmas Is You〉는 업템포 노래이며, 팝, 솔, 리듬 앤 블루스, 가스펠, 댄스 팝, 어덜트 컨템포러리 등의 장르를 사용해 작곡하였다. 《Merry Christmas》에서 구전 음악과 일곱 곡과 세 곡의 창작곡을 만들려 했던 머라이어 캐리는 8월 초에 이미 아파나시에프와 함께 슬픈 발라드 풍의 〈Miss You Most (At Christmas Time)〉와 가스펠과 종교 음악을 섞은 〈Jesus Born on This Day〉의 작사·작곡을 끝냈다. 두 사람은 마지막 창작곡은 필 스펙터 풍과 올드한 로큰롤, 그리고 60년대에 울려 퍼질 법한 크리스마스 음악을 주제로 잡으려고 하였다.
〈All I Want for Christmas Is You〉의 도입부는 오래된 음악상자나 스노 글로브를 연상시키는 소리와 타악기를 두드리는 것과 유사한 소리를 툭툭 치며 시작한다. 이후 캐리가 아카펠라 스타일로 노래를 시작하며, 교회에 있는 종, 경쾌한 소리를 내는 썰매 방울과 겉으로는 잘 들어나지 않지만 말이나 순록이 조금 느린 속도로 달리는 것 같이 리드미컬한 비트가 나온다. 이 소리들은 종교적이면서 세속적이지만, 그런 분위기가 거의 나지 않고, 업비트로 인해 흥겨운 분위기가 풍긴다는 평가를 받고 있다.
이 노래는 머라이어 캐리에게 매해 겨울마다 돈을 벌어주는 것 뿐만 아니라, 가사도 철학적으로 기만한 느낌도 있다. 원래 크리스마스는 물질적으로도 풍요롭고, 사랑도 얽히고설키는 시기이지만, 오직 '당신'과 함께 이 날을 보내고 싶다는 것에만 초점을 맞추고 있다. 그렇게 이 노래는 특별한 사랑을 말하면서, 일반적인 사랑의 생각을 거부함과 동시에 대중 가요에서도 새로움을 정의하였다. 쉬운 가사를 가진 〈All I Want for Christmas Is You〉는 크리스마스 때의 욕망을 표현하는 일종의 헤겔의 변증법에 포함되는 것으로, 풍요와 특수성과 상반된 개념을 받아들여서 세대를 초월하고, 귀에 아른거리는 곡으로 만들었다.— 엠마 그린, 디 애틀랜틱

## 트랙 리스트
| #            | 제목                                | 작사                            | 작곡                            | 편곡                            | 재생 시간 |
| ------------ | ----------------------------------- | ------------------------------- | ------------------------------- | ------------------------------- | --------- |
| 1.           | 〈All I Want for Christmas Is You〉 | 머라이어 캐리 월터 아파나시에프 | 머라이어 캐리 월터 아파나시에프 | 머라이어 캐리 월터 아파나시에프 | 4:01      |
| 총 재생 시간 | 총 재생 시간                        | 총 재생 시간                    | 총 재생 시간                    | 총 재생 시간                    | 4:01      |

## 차트
| \| 차트 (1994―2020) \| 최고 순위 \| \| -------------------------------------- \| --------- \| \| 오스트레일리아 (ARIA)[26] \| 1 \| \| 오스트리아 (Ö3) \| 1 \| \| 벨기에 (Ultratop 50 플랑드르) \| 5 \| \| 캐나다 (Canadian Hot 100) \| 1 \| \| 크로아티아 (HRT) \| 1 \| \| 크로아티아 크리스마스 에어플레이 (HRT) \| 4 \| \| 체코 공화국 (라디오 탑 100) \| 28 \| \| 체코 공화국 (디지털 싱글 탑 100) \| 1 \| \| 덴마크 (트래크리스텐) \| 1 \| \| 에스토니아 (에스티 엑스프레스) \| 3 \| \| 유러피언 핫 100 싱글 (빌보드) \| 2 \| \| 핀란드 (수오멘 비랄리넨 리스타) \| 1 \| \| 프랑스 (SNEP) \| 1 \| \| 독일 (GfK 엔터테인먼트 차트) \| 1 \| \| 그리스 (IFPI) \| 2 \| \| 그리스 디지털 송 (빌보드) \| 1 \| \| 헝가리 (라디오 탑 40) \| 26 \| \| 헝가리 (싱글 탑 40) \| 1 \| \| 헝가리 (스트리밍 탑 40) \| 1 \| \| 아이슬란드 (이슬렌스키 리스틴 톱 40) \| 1 \| \| 아일랜드 (아이리시 싱글 차트) \| 3 \| \| 이탈리아 (FIMI) \| 1 \| \| 일본 (오리콘 싱글 차트) \| 2 \| \| 일본 (재팬 핫 100) \| 6 \| \| 라트비아 (LAPIA) \| 1 \| \| 리투아니아 (AGATA) \| 1 \| \| 룩셈부르크 디지털 송 (빌보드) \| 2 \| \| 말레이시아 (RIM) \| 9 \| \| 네덜란드 (네덜란드스 탑 40) \| 5 \| \| 네덜란드 (싱글 톱 100) \| 1 \| \| 뉴질랜드 (리코디드 뮤직 NZ) \| 1 \| \| 노르웨이 (VG-리스타) \| 1 \| \| 폴란드 (폴란드 에어플레이 탑 100) \| 7 \| \| 포르투갈 (AFP) \| 1 \| \| 스코틀랜드 (오피셜 차트 컴퍼니) \| 2 \| \| 싱가포르 (싱가포르 레코딩 산업 협회) \| 4 \| \| 슬로바키아 (라디오 탑 100) \| 12 \| \| 슬로바키아 (디지털 싱글 탑 100) \| 1 \| \| 슬로베니아 (슬로탑50) \| 1 \| \| 대한민국 (가온 차트) \| 15 \| \| 스페인 (푸로무시카에) \| 3 \| \| 스웨덴 (스베리예토프리스탄) \| 1 \| \| 스위스 (슈바이처 히트파라데) \| 1 \| \| 영국 싱글 차트 (오피셜 차트 컴퍼니) \| 1 \| \| 영국 알앤비 차트 (오피셜 차트 컴퍼니) \| 1 \| \| 미국 (빌보드 핫 100) \| 1 \| \| 어덜트 컨템포러리 (빌보드) \| 6 \| \| 어덜트 탑 40 (빌보드) \| 27 \| \| 홀리데이 100 (빌보드) \| 1 \| \| 메인스트림 탑 40 (빌보드) \| 9 \| \| 리드믹 (빌보드) \| 14 \| \| 미국 (롤링 스톤 탑 100) \| 1 \| |           |
| 차트 (1994―2020) | 최고 순위 |
| 오스트레일리아 (ARIA) | 1         |
| 오스트리아 (Ö3) | 1         |
| 벨기에 (Ultratop 50 플랑드르) | 5         |
| 캐나다 (Canadian Hot 100) | 1         |
| 크로아티아 (HRT) | 1         |
| 크로아티아 크리스마스 에어플레이 (HRT) | 4         |
| 체코 공화국 (라디오 탑 100) | 28        |
| 체코 공화국 (디지털 싱글 탑 100) | 1         |
| 덴마크 (트래크리스텐) | 1         |
| 에스토니아 (에스티 엑스프레스) | 3         |
| 유러피언 핫 100 싱글 (빌보드) | 2         |
| 핀란드 (수오멘 비랄리넨 리스타) | 1         |
| 프랑스 (SNEP) | 1         |
| 독일 (GfK 엔터테인먼트 차트) | 1         |
| 그리스 (IFPI) | 2         |
| 그리스 디지털 송 (빌보드) | 1         |
| 헝가리 (라디오 탑 40) | 26        |
| 헝가리 (싱글 탑 40) | 1         |
| 헝가리 (스트리밍 탑 40) | 1         |
| 아이슬란드 (이슬렌스키 리스틴 톱 40) | 1         |
| 아일랜드 (아이리시 싱글 차트) | 3         |
| 이탈리아 (FIMI) | 1         |
| 일본 (오리콘 싱글 차트) | 2         |
| 일본 (재팬 핫 100) | 6         |
| 라트비아 (LAPIA) | 1         |
| 리투아니아 (AGATA) | 1         |
| 룩셈부르크 디지털 송 (빌보드) | 2         |
| 말레이시아 (RIM) | 9         |
| 네덜란드 (네덜란드스 탑 40) | 5         |
| 네덜란드 (싱글 톱 100) | 1         |
| 뉴질랜드 (리코디드 뮤직 NZ) | 1         |
| 노르웨이 (VG-리스타) | 1         |
| 폴란드 (폴란드 에어플레이 탑 100) | 7         |
| 포르투갈 (AFP) | 1         |
| 스코틀랜드 (오피셜 차트 컴퍼니) | 2         |
| 싱가포르 (싱가포르 레코딩 산업 협회) | 4         |
| 슬로바키아 (라디오 탑 100) | 12        |
| 슬로바키아 (디지털 싱글 탑 100) | 1         |
| 슬로베니아 (슬로탑50) | 1         |
| 대한민국 (가온 차트) | 15        |
| 스페인 (푸로무시카에) | 3         |
| 스웨덴 (스베리예토프리스탄) | 1         |
| 스위스 (슈바이처 히트파라데) | 1         |
| 영국 싱글 차트 (오피셜 차트 컴퍼니) | 1         |
| 영국 알앤비 차트 (오피셜 차트 컴퍼니) | 1         |
| 미국 (빌보드 핫 100) | 1         |
| 어덜트 컨템포러리 (빌보드) | 6         |
| 어덜트 탑 40 (빌보드) | 27        |
| 홀리데이 100 (빌보드) | 1         |
| 메인스트림 탑 40 (빌보드) | 9         |
| 리드믹 (빌보드) | 14        |
| 미국 (롤링 스톤 탑 100) | 1         |

## 발매 연표
| 장소      | 날짜              | 포맷                | 버전                                      | 레이블               | 출     |
| --------- | ----------------- | ------------------- | ----------------------------------------- | -------------------- | ------ |
| 일본      | 1994년 10월 29일  | 미니디스크          | 원곡                                      | SMEJ                 | [ 27 ] |
| 호주      | 1994년 11월 14일  | CD 싱글 카세트 싱글 | 원곡                                      | 컬럼비아             | [ 28 ] |
| 여러 국가 | 1994년 11월 28일  | CD 싱글             | 원곡                                      | 컬럼비아             | [ 29 ] |
| 여러 국가 | 1994년 11월 29일  | 카세트 싱글         | 원곡                                      | 컬럼비아             | [ 30 ] |
| 일본      | 1995년 9월 21일   | 미니디스크          | 원곡                                      | SMEJ                 | [ 31 ] |
| 일본      | 1996년 11월 23일  | CD 싱글             | 원곡                                      | SMEJ                 | [ 32 ] |
| 일본      | 200년 12월 23일   | CD 싱글             | 원곡 소 소 데프 리믹스                    | SMEJ                 | [ 33 ] |
| Various   | 2009년 11월 29일  | 디지털 다운로드     | 댄스 리믹스                               | 소니                 | [ 29 ] |
| Various   | 2015년 11월 27일  | 픽처 디스크         | 원곡 소 소 데프 리믹스                    | 컬럼비아             | [ 34 ] |
| 유럽      | December 15, 2017 | 디지털 다운로드     | 원곡 소 소 데프 리믹스                    | 컬럼비아             | [ 35 ] |
| 일본      | 2018년 10월 24일  | 7-inch vinyl        | 원곡 소 소 데프 리믹스 댄스 리믹스        | SMEJ                 | [ 36 ] |
| 여러 국가 | 2019년 12월 20일  | 7-inch vinyl        | 원곡                                      | 컬럼비아 에픽 레거시 | [ 37 ] |
| 여러 국가 | 2019년 12월 20일  | Casette single      | 원곡                                      | 컬럼비아 에픽 레거시 | [ 38 ] |
| 여러 국가 | 2019년 12월 20일  | 12-inch vinyl       | 원곡 라이브 소 소 데브 리믹스 댄스 리믹스 | 컬럼비아 에픽 레거시 | [ 39 ] |
| 여러 국가 | 2019년 12월 20일  | CD single           | 원곡 라이브 소 소 데브 리믹스 댄스 리믹스 | 컬럼비아 에픽 레거시 | [ 40 ] |
| 미국      | 2020년 2-3월      | CD single           | 원곡 라이브 소 소 데브 리믹스 댄스 리믹스 | 컬럼비아 에픽 레거시 | [ 41 ] |

## 같이 보기
- 2019년 빌보드 핫 100 차트 1위 목록
- 2020년 빌보드 핫 100 차트 1위 목록
- 2021년 빌보드 핫 100 차트 1위 목록